# Larus argentatus
Il gabbiano reale nordico (Larus argentatus Pontoppidan 1763) è un gabbiano marino, che nidifica solitamente su scogliere in colonie, occasionalmente in coppie solitarie.
Il becco giallo ha negli adulti una macchia rossa. Il passaggio dal piumaggio giovanile al piumaggio adulto dura 4 anni.
Simile superficialmente al Larus michahellis, al punto che secondo alcuni autori costituisce una variante geografica della stessa specie, se ne distingue tuttavia per una serie di caratteristiche sia fisiche che comportamentali, alcune delle quali difficili da rilevare a un'osservazione superficiale.
La differenza più evidente è costituita dal colore delle zampe (rosa in L. argentatus e gialle in L. michahellis); inoltre la testa di L. argentatus in piumaggio invernale è molto più vistosamente macchiettata di grigio (in L. michahellis la macchiettatura è minima, quasi invisibile se non da molto vicino, ed appare solo per un brevissimo periodo di tempo).
Anche le vocalizzazioni sono diverse: la voce di L. argentatus è infatti sensibilmente più acuta e meno nasale di quella del congenere mediterraneo.
Inoltre il L. argentatus è diffuso in Europa settentrionale e il L. michahellis nel Mar Mediterraneo. Condividono ampi territori (Spagna settentrionale, Francia occidentale, Canale della Manica) a volte solo durante l'estate (Inghilterra meridionale, Germania settentrionale, Polonia settentrionale). In inverno può essere avvistato lungo le coste italiane (soprattutto nell'alto Adriatico) fino alla Sicilia e più difficilmente lungo i corsi d'acqua delle regioni più interne (recenti osservazioni in Piemonte).
Nelle zone in cui convivono, nonostante le superficiali somiglianze, le due specie, pur condividendo a volte gli stessi siti di nidificazione, tendono a non incrociarsi.

## Sistematica
Ha due sottospecie:
- Larus argentatus argentatus
- Larus argentatus argenteus

## Dimensioni
- Lunghezza:
  - maschio 62 cm
  - femmina 58 cm
- Peso: 770-1430 g

## Uova
- Dimensioni: 7,3 x 5,0 cm
- Uova deposte per covata: 3

## Galleria d'immagini

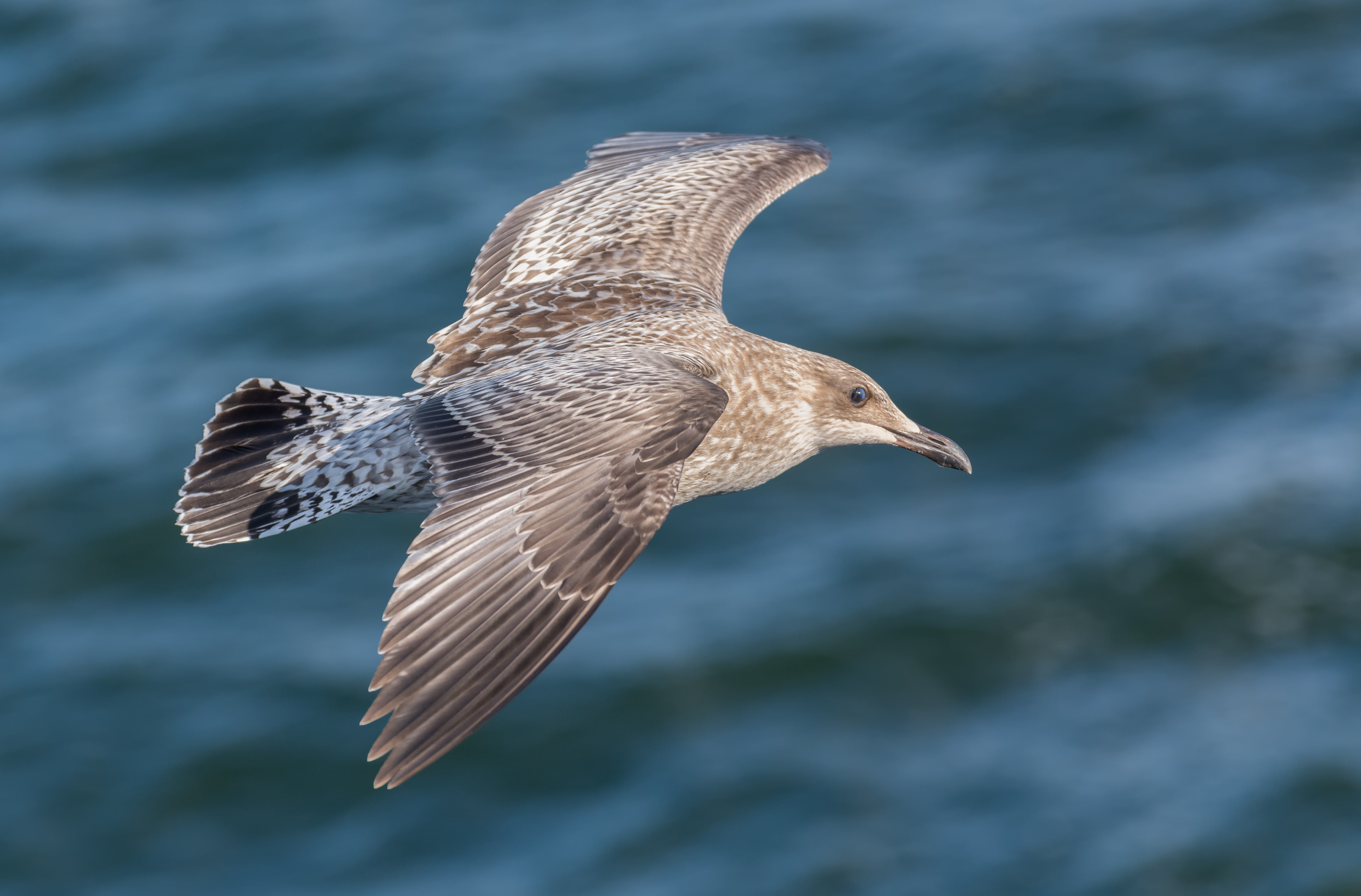
Giovane gabbiano reale nordico in volo
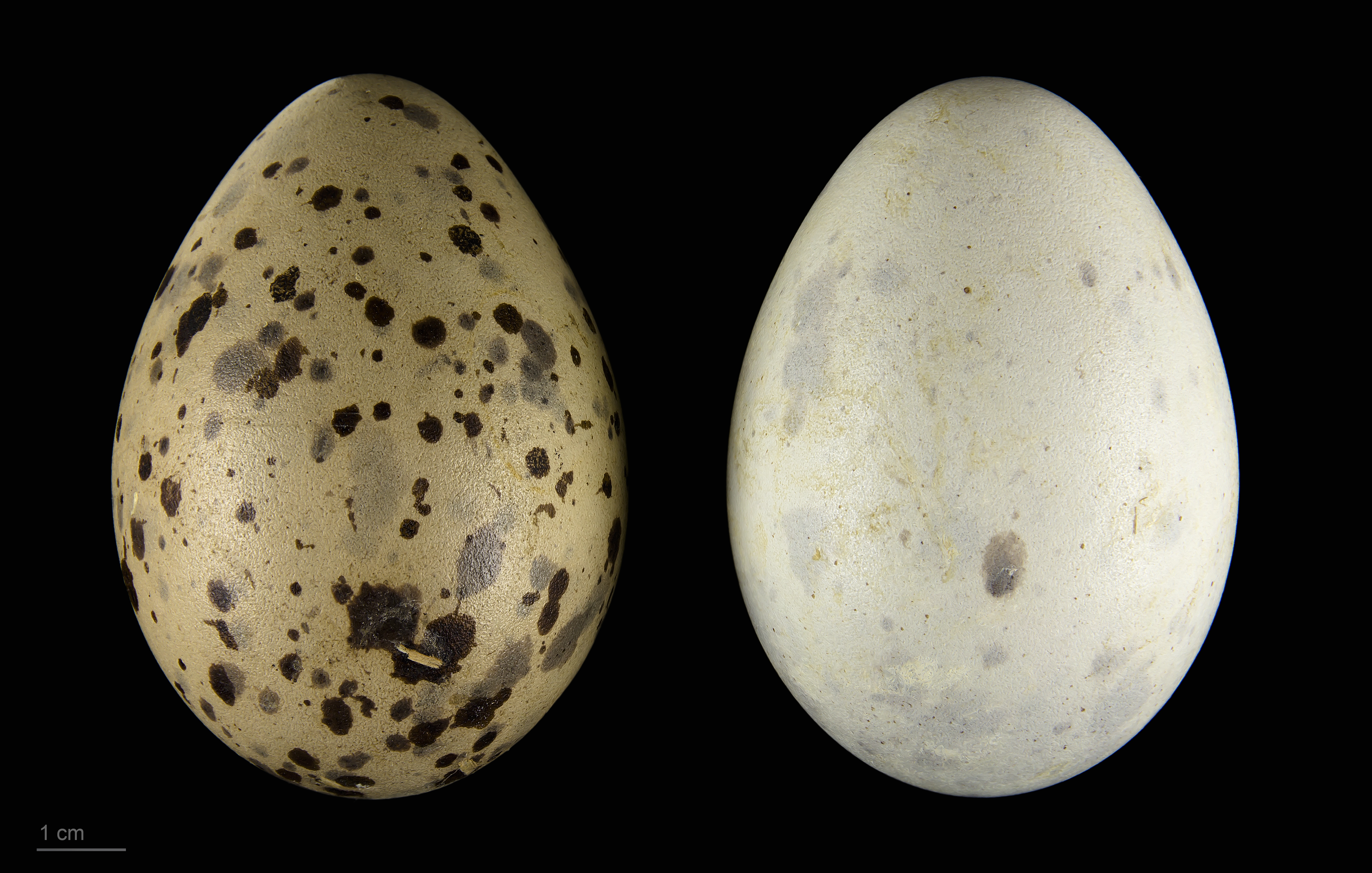
Museum specimen